# Râul Idicel
Râul Idicel este un curs de apă, afluent al râului Mureș. 